# Pechmann-Reaktion
Die Pechmann-Reaktion oder Pechmann-Kondensation ist nach dem deutschen Chemiker Hans Freiherr von Pechmann (1850–1902) benannt und beschreibt die Synthese von Cumarin-Derivaten.

## Reaktionsmechanismus
Zur Synthese von Cumarinderivaten kann man β-Ketoester mit Phenolen unter sauren Bedingungen kondensieren.
Dabei tritt zunächst eine Umesterung unter Bildung des Phenolesters ein. Anschließend erfolgt der Ringschluss, der ähnlich der Friedel-Crafts-Alkylierung verläuft.
Mit einfachen Phenolen muss bei erhöhten Temperaturen gearbeitet werden, um eine vernünftige Ausbeute von 80 bis 85 % zu erhalten.
Mit aktiveren Phenolen, wie Resorcin, kann die Reaktion bei Raumtemperatur durchgeführt werden. Die Ausbeute beträgt dann etwa 85 %:

## Varianten
Für Cumarine, die in der δ-Position unsubstituiert sind, wird der Halbaldehyd der Malonsäure benötigt (3-Oxopropansäure). Dieser ist allerdings instabil und nicht käuflich zu erwerben. Deshalb erfolgt dessen Synthese in situ aus Äpfelsäure und Schwefelsäure oberhalb 100 °C, um direkt nach der Entstehung in einer Pechmann-Reaktion zu kondensieren. Allerdings ist die Ausbeute nur gering.

## Quelle
- Hans Rudolf Christen: Grundlagen der organischen Chemie. 5. Auflage. Otto Salle Verlag, Frankfurt am Main 1982, ISBN 3-7935-5395-7, S. 702.
- John A. Joule, Keith Mills: Heterocyclic Chemistry. 5. Auflage. John Wiley & Sons, Hoboken, New Jersey 2010, ISBN 978-1-4051-3300-5, S. 238 f. (englisch, eingeschränkte Vorschau in der Google-Buchsuche).
- Michael B. Smith, Jerry March: March's Advanced Organic Chemistry. Reactions, Mechanisms and Structure. 6. Auflage. John Wiley & Sons, Hoboken, New Jersey 2007, ISBN 978-0-471-72091-1, S. 712 f. (englisch, eingeschränkte Vorschau in der Google-Buchsuche).